# Daru Asa (Ort)
Daru Asa (Daruasa) ist ein osttimoresischer Ort im Suco Raiheu (Verwaltungsamt Cailaco, Gemeinde Bobonaro).
Das Dorf liegt südlich des Zentrums der Aldeia Daru Asa, auf einer Meereshöhe von 669 m. Eine Straße führt nach Osten nach Ohoana und nach Nordwesten nach Lete Aituto. Eine weitere geht Richtung Süden zu den Orten Lonbia und Maganutu im Suco Ritabou. In Daru Asa befinden sich eine Grundschule, ein Friedhof, eine Kapelle und ein Hospital.